# Aapuajoki
Aapuajoki är ett vattendrag i Pajala och Övertorneå kommuner i nordöstra Norrbotten. Det är ett biflöde till Pentäsjoki i Torneälvens vattensystem och har en total längd på cirka 20 kilometer. Aapuajoki rinner upp i trakterna kring Suaningi och strömmar sedan norrut, väster om berget Etu-Aapua (401 m ö.h.), varpå strömmen böjer av åt nordost. Aapuajoki passerar byn Aapua, mottar från vänster biflödet Nikinoja och mynnar sedan i Pentäsjoki.